# Valva (molusco)

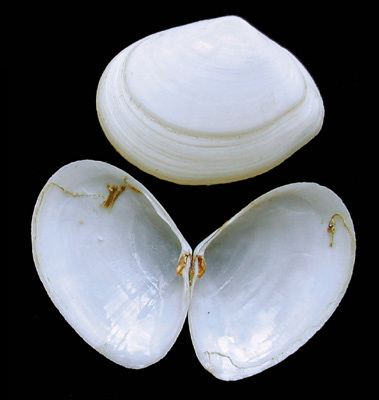
Par de valvas da espécie bivalve Abra alba.

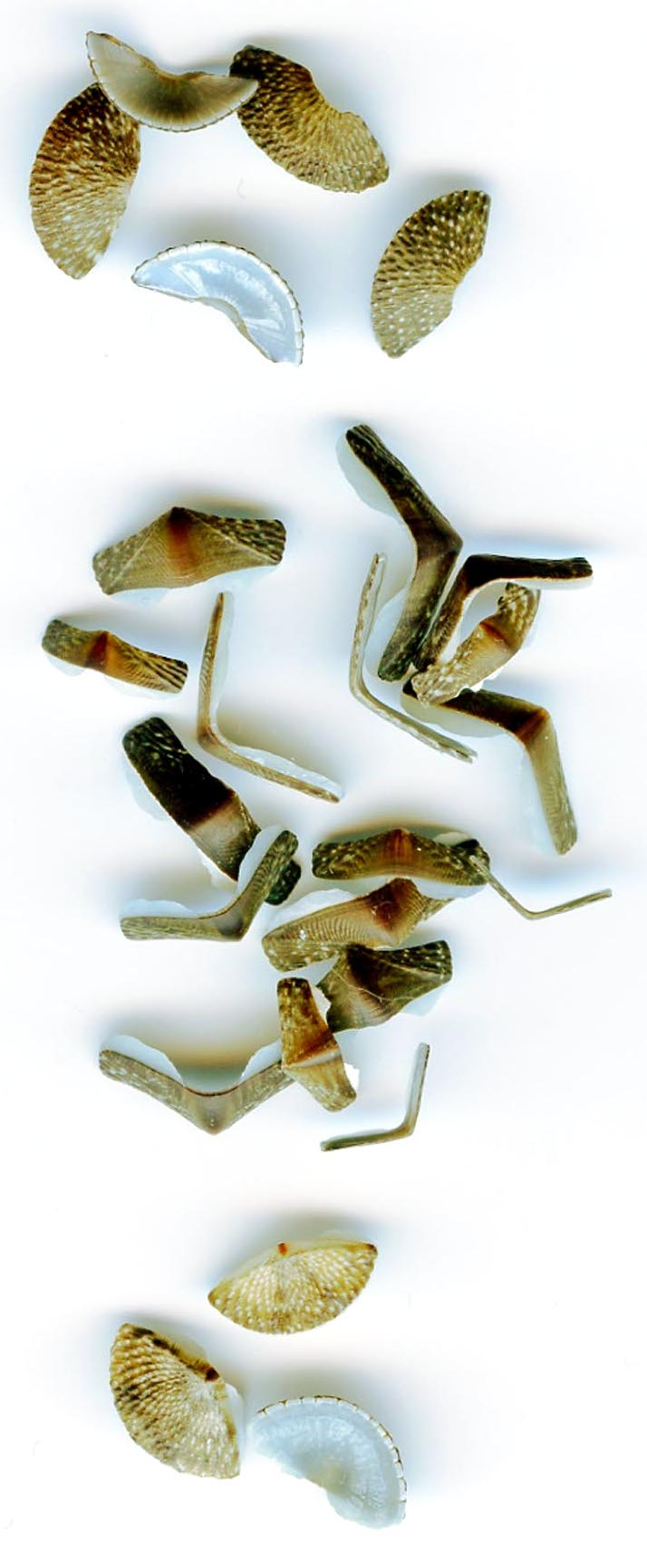
Valvas da concha da espécie Chiton tuberculatus depositadas pelo mar numa praia.

Valva é a designação dada em malacologia a cada uma das partes articuladas da concha de um molusco.